# Les Rebelles de la forêt 3
Pour les articles homonymes, voir Les Rebelles de la forêt.
Série
Les Rebelles de la forêt 2
(2008) Les Rebelles de la forêt 4
(2015)
Pour plus de détails, voir Fiche technique et Distribution.
Les Rebelles de la forêt 3 (Open Season 3) est un long métrage d'animation américain en images de synthèse, réalisé par Cody Cameron et sorti directement en vidéo en 2010.
C'est le troisième opus de la série après Les Rebelles de la forêt (2006) et Les Rebelles de la forêt 2 (2008).

## Synopsis
Boog, le grizzly, se retrouvant tout seul pour sa virée entre «mecs», car Elliot doit s'occuper de ses 3 nouveaux enfants, Boog cherche un nouvel endroit pour se sentir mieux et rencontre un cirque avec un grizzly nommé Doug. Ce dernier lui propose un échange Boog se fait passer pour lui dans le cirque et Doug se rend à la forêt de Boog ou il ursupe son identité, jusqu'au retour de Gisèle où elle remarque immédiatement la supercherie et Doog avoue la vérité ; tous les animaux de la forêt partent donc à sa recherche. En parallèle, la bande des animaux domestique (Monsieur Saucisse et ses amis) partent également à sa recherche après l'avoir vu à la télévision dans un cirque. Quand les deux bandent retrouvent enfin Boog. Il le remarque heureux avec une nouvelle grizzly nommée Ursa. Elliot lui incite à partir en Russie avec elle pour qu'il soit heureux. Mais toute la bande finit par retourner dans la forêt et Boog finit enfin par faire sa virée entre «mecs».

## Fiche technique
- Titre original : Open Season 3
- Titre français : Les Rebelles de la Forêt 3
- Réalisation : Cody Cameron
- Scénario : David I. Stern
- Version française : Dubbing Brothers
- Adaptation VF : William Coryn
- Direction artistique VF : Philippe Peythieu
- Mixage VF : Nicolas Pointet
- Montage : Nancy Frazen, Arthur D. Noda, Jimmy Sandoval,
- Musique : Jeff Cardoni
- Production : Kirk Bodyfelt, Heather M. Drummons ; David I. Stern (exécutif)
- Sociétés de production : Sony Pictures Animation, Reel FX Creative Studios
- Sociétés de distribution : Sony Pictures Home Entertainment
- Pays d'origine : États-Unis
- Langue originale : anglais
- Format : couleur
- Genre : animation
- Durée : 74 minutes
- Dates de sortie : 
  -  Russie : 21 octobre 2010
  -  États-Unis : 25 janvier 2011
  -  France : 5 janvier 2011 (en DVD et Blu-ray) [1].

## Distribution

### Voix originales
- Matthew J. Munn : Boog / Doug
- Nika Futterman : Rosie
- Maddie W. Taylor : Ian / Reilly / Buddy / Deni / Elliot
- Melissa Sturm : Giselle / Ursa
- Karley Scott Collins : Gisela
- Ciara Bravo : Giselita
- Harrison Fahn : Elvis
- Dana Snyder : Alistair
- Danny Mann : Serge
- André Sogliuzzo : McSquizzy
- Jeff Bennett : Earl
- Georgia Engel : Bobbie
- Cody Cameron : Mr. Weenie
- Steve Schirripa : Roberto
- Fred Stoller : Stanley
- Sean Mullen : Roger
- Crispin Glover : Fifi
- Michelle Murdocca : Maria

### Voix françaises
- Paul Borne : Boog
- Julien Courbey : Elliot
- Frantz Confiac : Doug
- Cécile Nodie : Gisele
- Céline Monsarrat : Ursa
- Bernard Métraux : M. Saucisse
- Bruno Magne : Stanley
- Michel Mella : Roger
- Lucie Dolène : Bobbie
- Lucille Boudonnat : Giselita
- Delphine Rivière : Gisela
- Denis Boileau : Reilly
- Pierre-François Pistorio : Alistair
- Bernard Bollet : Ian
- Patricia Legrand : Rosie
- Bernard Gabay : Fifi
- Jean-François Kopf : McSquizzy
- Boris Rehlinger : Roberto
- Elisa Bourreau : Elvis
- Pascal Casanova : earl
- Michel Laroussi
- Anne Mathot
- Stanislas Crevillen
- Jérémy Prévost
- Yves-Henri Salerne
- Marion Lécrivain
- Alexandra Furon
- Vladimir Streiff
- Solene Davan-Soulas
- direction artistique - Philippe Peythieu
- adaptation - William Coryn